# Bea Schouten
Bea Schouten (IJsselmuiden, 15 maart 1963) is een Nederlands politica namens het CDA.

## Biografie
In 1989 ging Schouten werken in Stevensbeek, op het vijfde asielzoekerscentrum van Nederland. Na het stichten van haar gezin ging ze vervolgens gezondheidswetenschappen studeren.
Schouten was twaalf jaar gemeenteraadslid in Wijchen waarvan acht jaar fractievoorzitter. In 2014 was ze informateur voor de collegevorming in de fusiegemeente Groesbeek (per 2016 Berg en Dal). Na de gemeenteraadsverkiezingen van maart 2014 stopte Schouten als CDA-raadslid in Wijchen om in 2015 terug te keren als hoogste vrouw en hoogste debutant op de lijst voor de verkiezingen voor Provinciale Staten. Van 2015 tot 2019 was ze gedeputeerde in de provincie Gelderland met de portefeuille gebiedsopgaven, milieubeleid, recreatie & toerisme en leefbaarheid. Schouten was daarvoor werkzaam als verpleegkundige en later manager in de zorgsector.
In 2019 werd Schouten verkozen in de Provinciale Staten van Gelderland. Op 26 april 2022 werd Schouten wethouder van Wijchen. Op 11 mei dat jaar nam zij afscheid als Statenlid.

## Persoonlijk
Schouten is de jongere zus van Ank Bijleveld.